# Étienne-Antoine Parrocel
(Étienne-Antoine Parrocel)
Étienne-Antoine Parrocel (Avignone, 11 ottobre 1817 – Marsiglia, 1899) è stato un imprenditore, storico dell'arte e pittore francese.

## Biografia
Étienne-Antoine Parrocel fu un discendente della famiglia Parrocel, dinastia di artisti che generò importanti pittori nel XVII-XVIII secolo. Si occupò di storia della pittura in Provenza (XIV-XIX secolo) e di architettura e monumenti della città di Marsiglia (XIX secolo.).
È noto soprattutto per la sua pubblicazione L'Art dans le Midi. Célébrités marseillaises (1881-1884) che documenta le opere degli architetti ed ingegneri che trasformarono la città ed il porto di Marsiglia nel XIX secolo.
Iniziò ad occuparsi della storia dell'arte provenzale in occasione dell'Esposizione di Belle Arti, tenutasi a Marsiglia nel 1861, scrivendo alcuni articoli sull'esposizione, che rappresentano il nucleo della sua opera Annales de la Peinture. Ouvrage contenant l'histoire des écoles d'Avignon, d'Aix et de Marseille (1862). 
In questa pubblicazione l'autore rivendica un ruolo più importante per l'arte provenzale all'interno dell'arte francese, riconoscendone le differenze con l'arte del nord della Francia. 
Secondo Parrocel, il Rinascimento della pittura francese avvenne principalmente in Provenza nel XIV secolo, con l'arrivo dei pittori italiani al seguito della corte papale d'Avignone e continuò nel XV secolo alla corte di re René a Aix, sotto l'influenza di pittori fiamminghi.
L'unione di queste due influenze provocò un secolo dopo la nascita di una scuola mista, che raggiunse il suo apogeo nel XVI-XVII secolo.
Altra opera di quest'autore è la Monographie des Parrocel: essai, il cui scopo è quello di ricostruire l'albero genealogico della famiglia Parrocel, le biografie e le opere di ciascun membro e sviluppare ulteriormente quanto già enunciato negli Annales de la Peinture relativamente ai Parrocel. In quest'opera traspare l'orgoglio per l'appartenenza a quest'illustre famiglia e, come enunciato dallo stesso autore, la speranza di veder di nuovo nascere un artista del livello degli avi del XVII-XVIII secolo..
Nel 1861, fu commissario aggiunto per l'Esposizione di Belle Arti, concorso regionale del Sud-est, a Marsiglia. 
Ospitò Alphonse Daudet nella sua proprietà di Saint Estève a Plan d'Orgon nel 1862.
Nel 1867 fu eletto membro dell'Accademia di lettere e scienze a Marsiglia.
Oltre ad occuparsi di storia dell'arte, fu anche pittore. Fra le sue opere ricordiamo: L'allegoria del giorno e della notte, Il carro di Apollo, La guarigione del paralitico.

## Opere

### Pubblicazioni
- Le Salon marseillais de 1860. Marseille, J. Clappier, 1860.
- Monographie des Parrocel: Essai, 1861
- Annales de la peinture. Ouvrage contenant l'histoire des écoles d'Avignon, d'Aix et de Marseille, Paris: C.Albessard et Bérard, 1862.
- Fragments faisant suite aux Annales de la peinture, Marseille: J. Clappier, 1865.
- Des artistes, de leur mission, et des rapports intimes unissant l'art à la morale et à la religion, Académie de Marseille, séance publique du dimanche 5 juin 1867. Discours de réception de M. Étienne Parrocel. Section des beaux-arts. Marseille, J. Clappier, 1867.
- Ma vie. À mes amis, Marseille, 1876
- L'Art dans le Midi. Célébrités marseillaises, Marseille: E. Chatagnier aîné, 1881-1884.
- L'Art dans le Midi. Des origines et du mouvement artistique et littéraire jusqu'au XIXe siècle, Marseille: Barlatier-Feissat, 1882.
- Les Beaux-Arts en Provence, revue générale au point de vue documentaire des incidents et des faits se rattachant à l'instruction publique, au mouvement littéraire, scientifique et aux beaux-arts pendant l'époque révolutionnaire, Paris: Plon, Nourrit et Cie, 1889.
- Histoire documentaire de l'Académie de peinture et de sculpture de Marseille, Paris: Imprimerie nationale, 1889-1890.

### Dipinti
- L'allegoria del giorno e della notte, 48 x 67 cm, olio su tela
- Il carro di Apollo, 35 x 53 cm, olio su tela
- La guarigione del paralitico, 58 x 38 cm, olio su tela
- San Francesco da Paola che salva dei bambini nella neve, 217 x 165 cm, olio su tela[6].